# جون وليامز (طبيب)
جون وليامز (بالإنجليزية: Sir John Williams, 1st Baronet, of the City of London)‏ (و. 1840 – 1926 م) هو طبيب، وطبيب توليد ‏، وأمين مكتبة من المملكة المتحدة لبريطانيا العظمى وأيرلندا، وويلز، توفي عن عمر يناهز 86 عاماً.

## التعليم
تعلم في جامعة غلاسكو، وتعلم في جامعة سوانسي
.